# Wegenstein Lipót és Fiai Orgonagyár
A Wegenstein Lipót és Fiai Orgonagyár Wegenstein C. Lipót által alapított temesvári orgonagyár. Az Erzsébetvárosban, a Püspök (Mihai Viteazul) utca 9. alatti gyár gőzerővel működött;  orgonákat és harmóniumokat készített.

## Történelem
A gyárat 1893-ban alapította Wegenstein C. Lipót, miután önállósította magát apósa műhelyéből. Az 1890-es években 9 segéddel dolgozott. Az 1896-os millenniumi kiállításon nagy érmet kapott a temesvár-belvárosi plébániatemplomba készített barokk stílusú orgonájáért. 1900-ig összesen 20 orgonát épített. Első virágkorát 1906–1912 között élte; 1911-ben elektromos gépekkel fejlesztették a gyárat.
Az első világháború után Erdély, Máramaros, Körösvidék és a Bánság különböző felekezetű templomaiba, valamint a moldvai csángóvidékre is szállított orgonákat és harmóniumokat.
1921-től Wegenstein Carl Lipót és Fiai Orgona- és Harmóniumgyár néven jegyezte hangszereit. Wegenstein C. Lipót 1926-ban három fiát: Richárdot, Józsefet és Viktort társtulajdonosként vette maga mellé; Richárd 1934-ben át is vette a gyár vezetését, míg Viktor zongorahangolóként önállósult.
1930-ban megépítették a bukaresti Szent József-székesegyház orgonáját, ami nagy sikert aratott; ezt követően a fővárosból, valamint Moldva és Havasalföld számos egyházközségéből (pl. Ploiești, Brăila, Galați, Szörényvár, Csernyivci, Radóc) is kaptak megrendeléseket; a létszám ekkor 50 fő köré emelkedett. Ekkor, 1936–1942 között élte második virágkorát.
A gyár 1944 után már nem épített új orgonát. 1948-ban államosították, és a közeli textilgyárhoz csatolták. Ezt követően Wegenstein Richárd még haláláig, 1970-ig foglalkozott orgonák javításával és hangolásával szomszédos kis műhelyében.

## Művei
Romantikus hangzású orgonáit eleinte mechanikus és pneumatikus szerkezetben építette, majd 1930-tól elektropneumatikus szerkezetre tért át. A transzmissziót és a multiplex rendszert is alkalmazta a hangszerek szerkezetében.
Az épített orgonákról 1909-ben és 1913-ban adott ki jegyzéket. Az 1937-es jegyzék csak a református orgonákat tartalmazza. A gyár fennállása során több mint 400 új orgonát épített.
Válogatás:
| Év                        | Hely                    | Épület                                                      | Kép | Manuál | Regiszter | Megjegyzések                                                                                            |
| ------------------------- | ----------------------- | ----------------------------------------------------------- | --- | ------ | --------- | --- |
| 1895                      | Temesvár, Józsefváros   | Notre Dame-zárdatemplom                                     |     | I      | 12        | |
| 1896                      | Temesvár, Belváros      | Szent Katalin-templom (Belvárosi plébániatemplom)           |     | III    | 30        | |
| 1899                      | Temesvár, Belváros      | Belvárosi zsinagóga                                         |     | II     | 19        | |
| 1900                      | Temesvár, Gyárváros     | Gyárvárosi zsinagóga                                        |     | II     | 13        | |
| 1900                      | Vinga                   | Katolikus plébániatemplom                                   |     | II     | 30        | |
| 1901                      | Temesvár, Gyárváros     | Millenniumi templom                                         |     | III    | 38        | |
| 1903                      | Temesvár                | Belvárosi református templom                                |     | I      | 6         | |
| 1903                      | Szeged                  | Új zsinagóga                                                |     | II     | 21        | |
| 1903                      | Temesvár, Mehala        | Szűz Mária szent neve templom                               |     | I      | 7         | |
| 1905                      | Kövegy                  |                                                             |     |        |           | Átépítés (az aradi Dangl Antal orgonája, mely addig az aradi Páduai Szent Antal-katedrálisban szolgált) |
| 1907                      | Temesvár, Belváros      | Temesvári székesegyház                                      |     | III    | 45        | |
| 1909                      | Budapest                | Jézus szíve jezsuita templom                                |     | II     | 23        | átépítés (az aradi Dangl Antal Fia-cég 1894-ben épült orgonája)                                         |
| 1910                      | Máriaradna              | Máriaradnai bazilika                                        |     | II     | 25        | |
| 1911                      | Harina                  | Harinai evangélikus templom                                 |     |        |           | 1945-ben elpusztult                                                                                     |
| az első világháború előtt | Temesvár, Szabadfalu    | Szent Rókus-templom                                         |     | I      | 5         | |
| 1914                      | Kolozsnagyida           |                                                             |     |        |           | 2001-ben áthelyezték a Harinai evangélikus templomba                                                    |
| 1929 [forrás?]            | Csíkszentmiklós         | Csíkszentmiklósi római katolikus vártemplom                 |     |        |           | |
| 1927                      | Arad                    | Magyar evangélikus templom                                  |     | II     | 25        | |
| 1927                      | Brassó                  | Szent Péter-templom                                         |     | III    | 31        | |
| 1928                      | Dedrád                  | evangélikus templom                                         |     | II     | 18        | |
| 1930                      | Bukarest                | Szent József-székesegyház                                   |     | III    | 54        | |
| 1930 körül                | Resicabánya             | Havas Boldogasszony-templom                                 |     | II     | 19        | |
| 1931                      | Csíksomlyó              | Csíksomlyói kegytemplom, A csíksomlyói kegytemplom orgonája |     | III    | 35        | |
| 1935                      | Temesvár                | Temesvári evangélikus templom                               |     | II     | 14        | |
| 1939                      | Temesvár, Erzsébetváros | Jézus szíve templom                                         |     | III    | 57        | |
| 1944                      | Nagydisznód             | evangélikus templom                                         |     | III    | 27        | |

## Elismerései
- Millenniumi Kiállítás nagy érme (Budapest, 1896)
- Ipari és Gazdasági Kiállítás nagy díszoklevele (Makó, 1901)
- Ipari Kiállítás díszoklevele (Versec, 1902)[3]